# Toyota Yaris Verso

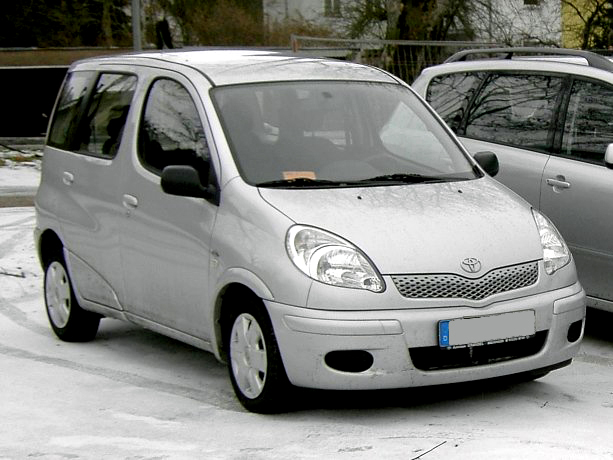
Toyota Yaris Verso.

Toyota Yaris Verso är en bil med större baksäte och lastutrymme än den vanliga Toyota Yaris. Yaris Verso är en MPV (minivan) vars baksäten kan fällas ned helt i golvet, vilket ger möjlighet att få ett lastutrymme som närmast kan liknas vid en skåpbil. Namnet Verso kommer från "Versatile", det engelska ordet för mångsidig. Bilmodellen tillverkades från augusti 1999 till oktober 2005 och såldes på den japanska och europeiska marknaden.

## I Sverige
I Sverige såldes bilen med två bensinmotorer på 1,3 (86 hk) respektive 1,5 (105 hk) liters cylindervolym, medan dieselmotorn förbehölls andra marknader. Bensinmotorerna har båda kamkedja istället för kamrem, vilken med rätt underhåll sägs hålla bilens livslängd. Bilen fanns med såväl 5-växlad manuell växellåda som 4-stegad automatlåda.
I Länsförsäkringars maskinskaderapport (som utkommer med fem års intervall) år 2006 framkom det att Toyota Yaris var en av de bilmodeller som hade lägst skadefrekvens (motor, växellåda, elektronik etc) av alla bilmodeller på den svenska marknaden.